# Mirošov, Žďár nad Sázavou
Mirošov là một làng thuộc huyện Žďár nad Sázavou, vùng Vysočina, Cộng hòa Séc.